# Teodor (Taras) Martynjuk
Teodor (Taras) Martynjuk (in ucraino Теодор Мартинюк?; Jaremče, 1º febbraio 1974) è un arcivescovo cattolico ucraino, dal 17 ottobre 2024 arcieparca metropolita di Ternopil'-Zboriv.

## Biografia
Teodor Martynjuk è nato il 1º febbraio 1974 a Jaremče.

### Formazione e ministero sacerdotale
Nel 1993 è entrato a far parte dell'ordine dei Monaci studiti ucraini, frequentando gli studi teologici e filosofici nel seminario maggiore di Lublino. Nel 1997 ha emesso la professione solenne nel proprio ordine, mentre il 28 luglio 1999 è stato ordinato diacono dall'eparca di Sambir-Drohobyč Julijan Voronovs'kyj ed il 20 gennaio 2000 ha ricevuto l'ordinazione sacerdotale dal vescovo ausiliare di Leopoli Julijan Gbur. Dal 2005 al 2010 ha perfezionato gli studi conseguendo il dottorato in diritto canonico orientale presso il Pontificio Istituto Orientale a Roma. Dal 2010 al 2015 ha ricoperto il ruolo di igumeno della Lavra della Dormizione a Univ, mentre dal 2011 è stato docente di diritto canonico orientale presso il Pontificio Istituto Orientale a Roma.

### Ministero episcopale
Il 12 marzo 2015 è stato nominato vescovo ausiliare di Ternopil'-Zboriv e gli è stata conferita contestualmente la sede titolare di Mopta.
Ha ricevuto la consacrazione episcopale il 22 maggio successivo dall'arcieparca metropolita di Kiev Svjatoslav Ševčuk, co-consacranti l'arcieparca di Ternopil'-Zboriv Vasyl' Semenjuk e il vescovo ausiliare di Leopoli Venedykt Aleksijčuk.
Ha partecipato alla XVI assemblea generale del sinodo dei vescovi svoltosi nel mese di settembre 2024.
Il 17 ottobre 2024 il sinodo dei vescovi della Chiesa greco-cattolica ucraina lo ha eletto arcieparca metropolita di Ternopil'-Zboriv, accettando contestualmente la rinuncia per raggiunti limiti d'età di Vasyl' Semenjuk. L'8 dicembre successivo ha preso possesso dell'arcieparchia.

## Genealogia episcopale
La genealogia episcopale è:
- Patriarca Geremia II Tranos
- Arcivescovo Michal Rahoza
- Arcivescovo Hipacy Pociej
- Arcivescovo Iosif Rucki
- Arcivescovo Antin Selava
- Arcivescovo Havryil Kolenda
- Arcivescovo Kyprian Žochovs'kyj
- Arcivescovo Lev Zaleski
- Arcivescovo Jurij Vynnyc'kyj
- Arcivescovo Luka Lev Kiszka
- Vescovo György Bizánczy
- Vescovo Inocențiu Micu-Klein, O.S.B.M.
- Vescovo Mihály Emánuel Olsavszky, O.S.B.M.
- Vescovo Vasilije Božičković, O.S.B.M.
- Vescovo Grigore Maior, O.S.B.M.
- Vescovo Ioan Bob
- Vescovo Samuel Vulcan
- Vescovo Ioan Lemeni
- Arcivescovo Spyrydon Lytvynovyč
- Arcivescovo Josyf Sembratowicz
- Cardinale Sylwester Sembratowicz
- Arcivescovo Julian Kuiłovskyi
- Arcivescovo Andrej Szeptycki, O.S.B.M.
- Cardinale Josyp Ivanovyč Slipyj
- Cardinale Ljubomyr Huzar, M.S.U.
- Arcivescovo Ihor Voz'njak, C.SS.R.
- Arcivescovo Svjatoslav Ševčuk
- Arcivescovo Teodor (Taras) Martynyuk, M.S.U.